# Mosannona pacifica
Mosannona pacifica är en kirimojaväxtart som beskrevs av Laurentius 'Lars' Willem Chatrou. Mosannona pacifica ingår i släktet Mosannona och familjen kirimojaväxter. IUCN kategoriserar arten globalt som starkt hotad. Inga underarter finns listade i Catalogue of Life.